# Chioninia delalandii
Chioninia delalandii là một loài thằn lằn trong họ Scincidae. Loài này được Duméril & Bibron mô tả khoa học đầu tiên năm 1839. Nó là loài đặc hữu của quần đảo Cabo Verde.